# Лос-Лунас
Лос-Лу́нас (англ. Los Lunas) — посёлок на юго-западе США, административный центр округа Валенсия штата Нью-Мексико.

## География
Лос-Лунас расположен на западном берегу реки Рио-Гранде, к востоку от межштатной автомагистрали I-25.
Согласно сведениям Бюро переписи населения США, общая площадь посёлка составляет 26 км². Высота над уровнем моря — 1480 м.

## Демография

### 2010 год
Население посёлка по данным переписи 2010 года составляет 24 877 человек.
Расовый состав по данным на 2010 год:
- белые (72,1 %);
- афроамериканцы (2,0 %);
- коренные американцы (2,5 %);
- азиаты (0,8 %);
- представители других рас (18,3 %);
- представители двух и более рас (4,2 %).

### 2000 год
По данным переписи 2000 года население насчитывало 10 034 человека.
Расовый состав:
- белые (64,14 %);
- афроамериканцы (1,16 %);
- коренные американцы (2,62 %);
- азиаты (0,50 %);
- представители других рас (27,63 %);
- представители двух и более рас (3,90 %).

Доля населения в возрасте младше 18 лет составляла 31,1 %, а лиц старше 65 лет — 8,9 %. Средний возраст — 32 года. На каждые 100 женщин приходилось в среднем 95 мужчин; на каждые 100 женщин старше 18 лет — 90,1 мужчин.

## Достопримечательности
Недалеко от города в Скрытом нагорье (англ. Hidden Mountain) находится так называемый Камень из Лос-Лунаса, содержащий краткий вариант Десяти заповедей, записанных на древнееврейском.